# Центральна публічна районна бібліотека «Почайна»
Центральна публічна районна бібліотека «Почайна» Оболонського району м. Києва .

## Опис
Площа приміщення бібліотеки — 1856 м², книжковий фонд — 193 тис. примірників. Щорічно обслуговує 16 тис. користувачів; кількість відвідувань за рік — 61 тис.; книговидач — 269 тис. примірників.

## Історія
Бібліотека ім. О. С. Пушкіна відкрита в 1947 році на базі міської читальні, створеної у 1901 році на Подолі. В 1977 році при утворенні нового адміністративного району, бібліотеку було реорганізовано в центральну районну бібліотеку ім. О. С. Пушкіна Мінського району столиці.
У 2003 році створено та відкрито Інтернет-центр доступу користувачів бібліотеки до світової інформаційної мережі Інтернет.
Колектив бібліотеки проводить роботу по створенню електронної бази даних на свої інформаційні ресурси.
23 листопада 2023 року Київська міська рада перейменувала Центральну публічну районну бібліотеку імені О. С. Пушкіна на Центральну публічну районну бібліотеку «Почайна».

## Послуги
- обслуговування в читальній залі;
- доступ до інформаційних ресурсів через мережу Інтернет;
- доступ до електронного каталогу;
- консультативна допомога бібліографа;
- тематичні бібліографічні ресурси з актуальних питань;
- віртуальні презентації;
- творчі акції, зустрічі з цікавими людьми;
- дні інформації, презентації, бібліографічні огляди тощо.

## Транспорт
Автобуси :102, 94, 99 — їхати до зупинки «СТ. М. „Оболонь“»
Тролейбуси: 24, 34 — їхати до зупинки «Ст. М. „Мінська“»
Маршрутні таксі:164, 224, 464 — їхати до зупинки "Ст. М. «Мінська»
Метро: Ст. М. «Мінська» або «Оболонь»